# Cossedia semiflava
Cossedia semiflava är en fjärilsart som beskrevs av George Francis Hampson 1905. Cossedia semiflava ingår i släktet Cossedia och familjen trågspinnare. Inga underarter finns listade i Catalogue of Life.